# Paléopalynologie
La paléopalynologie, aussi appelée archéopalynologie, est l'étude des microfossiles à parois organiques, tels que les paléopollens et paléospores, en tant qu'indices permettant de reconstituer les âges relatifs, les biozones, les paléoenvironnements, paléoclimats, etc. d'un passé plus ou moins récent à très ancien comme le Paléozoïque. Ces études nécessitent que les palynomorphes fossiles aient été conservés en quantité et qualité significatives pour les périodes considérées.
C'est l'application la plus largement développée de la palynologie. Elle est notamment importante en recherche pétrolière, et pour l'évaluation rétrospective de la réponse des écosystèmes à des changements climatiques. La pionnière en est Arlette Leroi-Gourhan (1913-2005).

## Terminologie

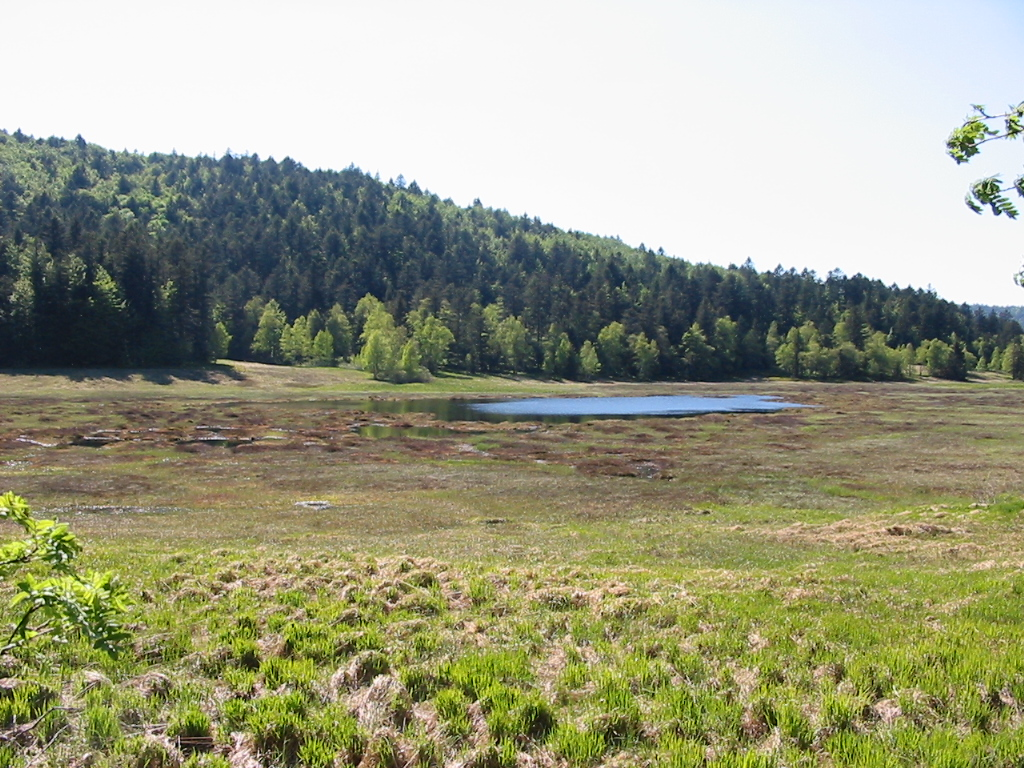
Les fonds de tourbières accumulent et conservent particulièrement bien le pollen apporté par le vent et le ruissellement.

Le mot provient du grec paleo, ancien ; palunein, saupoudrer (qui évoque le pollen) ; et logos, discours, science.
Le mot « archéopalynologie » est également couramment employé.
Les mots « palynologiste » et « palynologue » sont tous deux usités.

## Historique
La pionnière de la paléopalynologie est Arlette Leroi-Gourhan, également paléoethnobotaniste. Elle a fait ses armes sur le site des grottes d'Arcy-sur-Cure, dans l'Yonne, avec son mari André Leroi-Gourhan, et a travaillé sur de nombreux autres sites archéologiques en France et à l'étranger. Elle a notamment analysé l'environnement du squelette fossile néandertalien Shanidar IV (dite la « tombe aux fleurs »), en Irak, et la momie de Ramsès II, en Égypte. Elle a formé de nombreux paléopalynologues de future renommée internationale.

## Description
Grâce à la résistance exceptionnelle de la sporopollénine, polymère naturel constituant principal de l'exine des pollens et des spores, cette discipline :
- apporte des éléments utiles dans les études de taxonomie des palynomorphes ;
- utilise cette connaissance pour apporter des informations sur la stratigraphie, les sédiments, la paléoécologie, la paléogéographie, les paléoclimats, etc.

La paléopalynologie permet d'avoir une idée des paysages anciens, et par voie de conséquence de la présence humaine potentielle à une époque donnée.
Depuis les années 1940, la palynologie a élargi son champ d'étude, qui était celui des spores et des pollens, aux microfossiles à parois organiques (dits palynomorphes), qui peuvent être d'origine continentale, comme les cryptospores, les spores, les pollens, les algues d'eau douce, mais aussi d'origine marine comme les acritarches, les chitinozoaires, les dinoflagellés, les scolécodontes, etc.

## Méthode
Les études passent généralement par les stades suivants :
1. Échantillonnage (dans sédiments, tourbes, charbons..), via coupe ou carottage
2. Relevé stratigraphique
3. Préparation en laboratoire
4. Détermination et numération des pollens ou autres palynomorphes exploitables
5. Production d'un diagramme pollinique ou de représentations graphiques des données
6. Interprétation des données.